# Kollafjörður (vik)
Kollafjörður är en vik i den isländska bukten Faxaflói.   Den ligger i regionen Höfuðborgarsvæði, i den västra delen av landet, alldeles norr om huvudstaden Reykjavik och sydost om Esja. Den största ön är Viðey och bland övriga öar märks Akurey, Engey och Þerney.
Årsmedeltemperaturen i trakten är 1 °C. Den varmaste månaden är juli, då medeltemperaturen är 11 °C, och den kallaste är januari, med −6 °C.

## Externa länkar

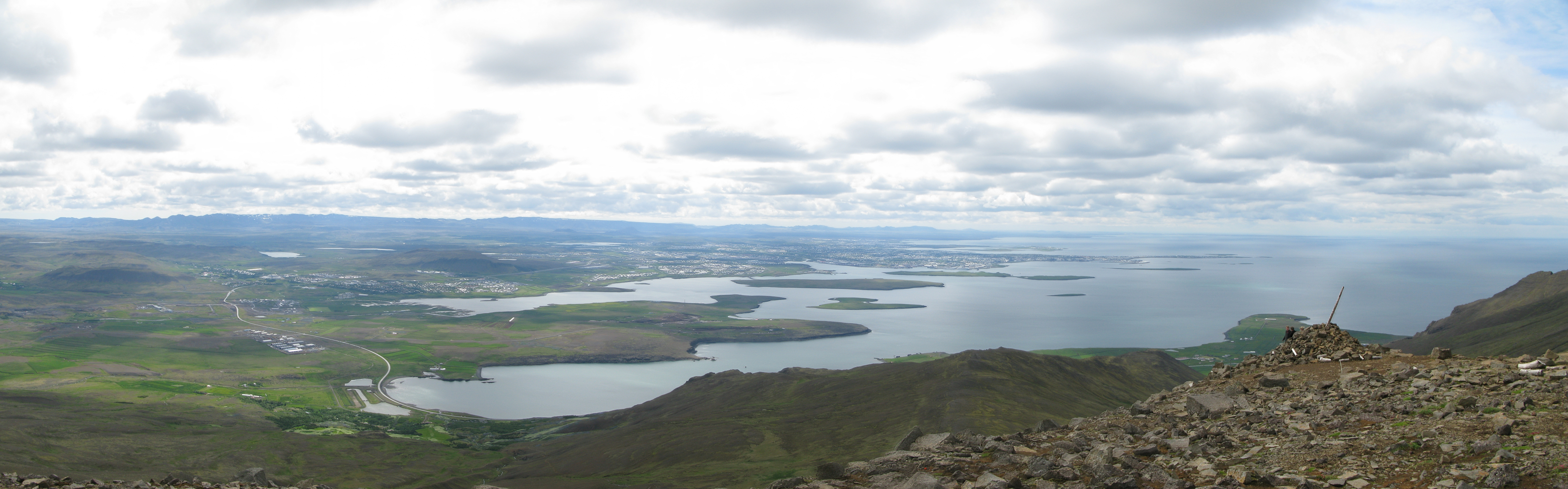
Kollafjörður sedd från Esja, Reykjavik i bakgrunden.